# Eduard Klein

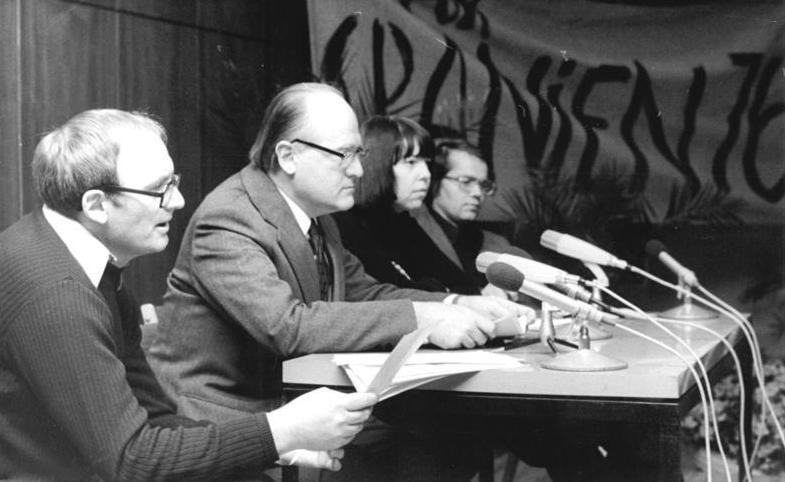
Hermann Kant, Eduard Klein, Sarah Kirsch, Volker Braun (1976)

Eduard Klein (* 25. Juli 1923 in Wien; † 2. Januar 1999 in Berlin) war ein deutscher Schriftsteller und Übersetzer.

## Leben

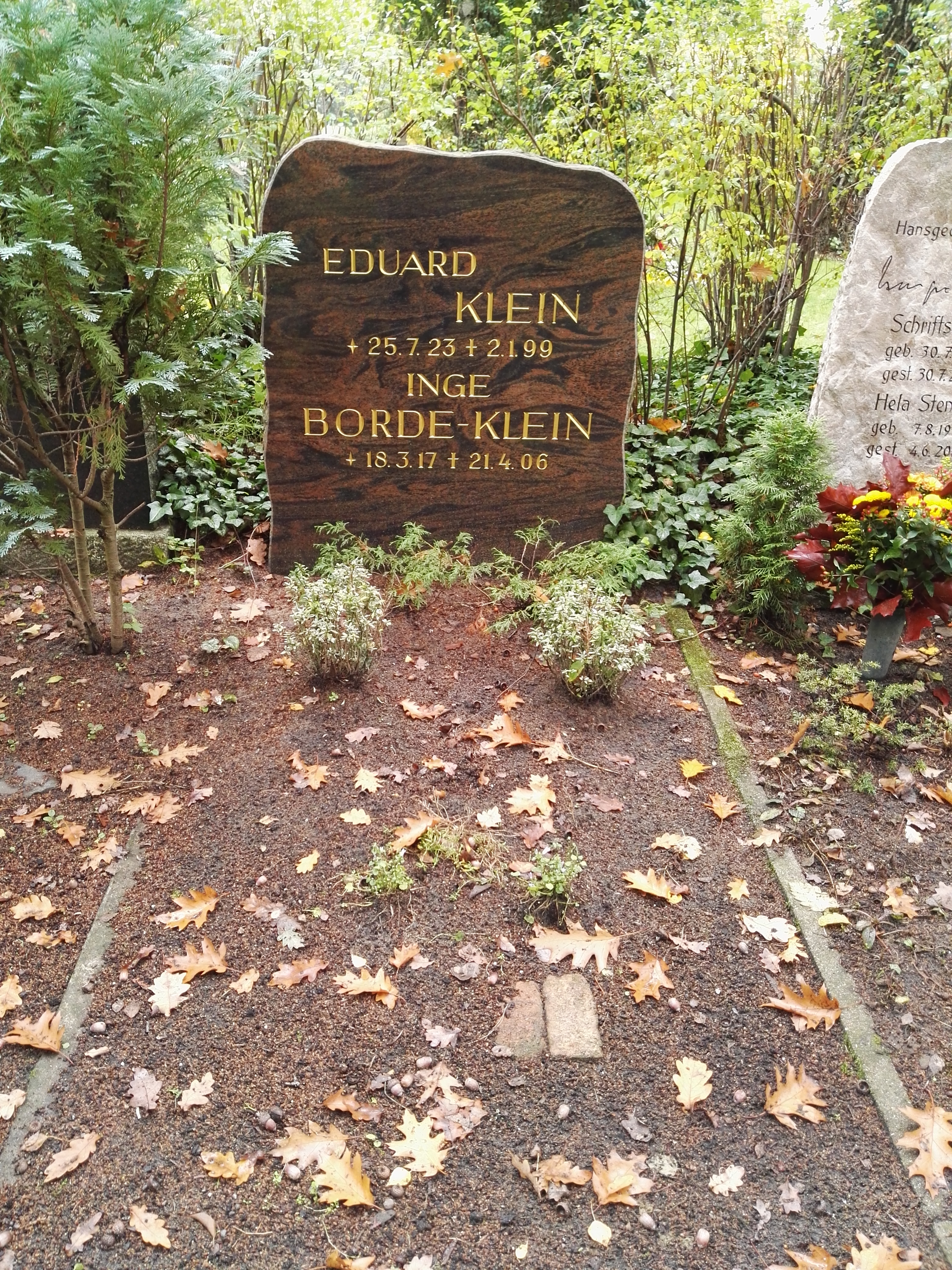
Grabstein auf dem Zentralfriedhof Friedrichsfelde

Eduard Klein entstammte einer jüdischen Kaufmannsfamilie. Er besuchte die Handelsakademie in Wien und war als kaufmännischer Angestellter tätig. Nach dem Anschluss Österreichs an das Deutsche Reich floh Eduard Klein mit seinem Vater und seinem älteren Bruder Walter Klein 1938 in die Tschechoslowakei und Ende 1939 weiter über Dakar nach Chile. Dort begann Klein mit dem Verfassen literarischer Texte. 1943 trat er der Kommunistischen Partei Chiles bei. 
Im Jahre 1953 kehrte er nach Europa zurück und ließ sich als freier Schriftsteller in Ost-Berlin nieder. Eduard Klein war Mitglied der SED und seit 1956 des Schriftstellerverbandes der DDR; ab 1991 gehörte er dem Verband Deutscher Schriftsteller an. Von 1959 bis 1961 war er hauptamtlich als Sekretär des Deutschen Schriftstellerverbandes tätig. Von 1967 bis 1981 gehörte er als Abgeordneter der Berliner Stadtverordnetenversammlung an. Ab November 1967 war er als Schöffe am Stadtgericht Berlin eingesetzt.
Eduard Klein verfasste gesellschaftskritische Romane und Erzählungen, die zum Abenteuergenre zählen und vorwiegend in Südamerika spielen, daneben aber auch einige Bücher über aktuelle Probleme der DDR-Gesellschaft. In den Fünfzigerjahren übersetzte er eine Reihe von Romanen aus dem Englischen. Einige seiner Bücher erschienen in der DDR-Reihe „Spannend erzählt“.
Klein war mit der Puppenspielerin Inge Borde-Klein verheiratet. Gemeinsam mit ihr ist er auf dem Zentralfriedhof Friedrichsfelde in der Reihe der Künstlergräber beerdigt.

## Auszeichnungen
| - 1969 Goethepreis der Stadt Berlin - 1972 Erich-Weinert-Medaille - 1977 Nationalpreis 3. Klasse | - 1983 Kunstpreis des FDGB - 1983 Vaterländischer Verdienstorden in Silber - 1988 Vaterländischer Verdienstorden in Gold |

## Werke

### Romane und Erzählungen
| - Señor Contreras und die Gerechtigkeit, Berlin 1954 - Der Feuerberg, Berlin 1957 - Goldtransport, Berlin 1957 - Die Flucht, Berlin 1958 - Der Indianer, Berlin 1958 - Nördliche Sonne, südlicher Schnee, Halle (Saale) 1958 - Der Verrat, Berlin 1959 - El Quisco, Berlin 1962 - Die Straße nach San Carlos, Berlin 1965 - Alchimisten, Berlin 1967 - Sprengstoff für Santa Inés, Berlin 1968 - Der Gefangene der Toba-Indianer, Berlin 1970 - Salz der Gerechtigkeit, Berlin 1970 - Santiago de Chile, Berlin 1972 (zusammen mit Thomas Billhardt und Eberhard Hackethal) | - Severino von den Inseln, Berlin 1972 - Der Weg der Toten, Berlin 1973 - Nächstes Jahr in Jerusalem, Berlin 1976 - Land der Kälte, Berlin 1977 - Die Smaragdmine, Berlin 1979 - Mein Schiffchen, das segelt daher, Berlin 1981 (zusammen mit Inge Borde-Klein) - Die Last der Berge, Berlin 1982 - Heimkehr der Indios, Berlin 1984 - Fieber am Amazonas, Berlin 1986 - Anschluß 8 – streng geheim, Berlin 1988 - Der Garten der Inkas, Berlin 1990 - Das Zauberschloß, Berlin 1993 (zusammen mit Inge Borde) - Die Spur des Jaguars, Staßfurt 1997 |

### Übersetzungen
| - Peter Abrahams: Reiter der Nacht. Berlin 1957. - Ted Allan: Arzt auf drei Kontinenten. Berlin 1954. (über Norman Bethune) - Mulk Raj Anand: Zwei Blätter und eine Knospe. Berlin 1958. - Baren Basu: Der Rekrut. Berlin 1957. - mit Klaus Marschke: Cedric Belfrage: Geschäft mit der Seligkeit. Berlin 1959. | - mit Klaus Marschke: Alvah Bessie: Die Gezeichneten. Berlin 1959. - Phillip Bonosky: Er wollte ein Heiliger sein. Berlin 1955. - mit Klaus Marschke: Stephen Crane: Das rote Siegel. Berlin 1962. - Basil Davidson: Der Strudel. Berlin 1958. - William Dean Howells: Die große Versuchung. Berlin 1958. - John Oliver Killens: Stadt am Kreuzweg. Berlin 1956. - Djüe Kung: Schüsse am Bayangsee. Berlin 1954. |

## Verfilmungen
- 1968: Alchimisten (Regie: Wolfgang Luderer)
- 1978: Severino (Regie: Claus Dobberke)

## Hörspiele
- 1986: Mit Inge Borde-Klein: Woher – Wohin Clown Fridolin? – Regie: Uwe Haacke (Kinderhörspiel/Kurzhörspiel – Rundfunk der DDR)